# Троянів
Троянів — село в Україні, у Новогуйвинській селищній територіальній громаді Житомирського району Житомирської області. Населення — 1929 осіб.

## Географія
У селі річка Троянівка впадає у  Гнилоп'ять, праву притоку Тетерева.
На південному заході від села річка Гнилуха впадає у Гнилоп'ять.
Троянів та його околиці завдяки мальовничим краєвидам та виходам на поверхню гірських порід справедливо навивають малою Швейцарією Житомирщини.
Біля села є поклади каоліну.

## Історія
Люди в околицях села живуть з часів неоліту. Поблизу села розташовані поселення доби неоліту, доби бронзи, ІІІ тис. до н. е. (трипілля), ІІ-І тис. до н. е., І тис. до н. е., VII—III ст. до н. е., VIII—IX ст. н. е. та ХІІ-ХІІІ ст.

### У складі Речі Посполитої
З середини XIV ст. село належало литовським феодалам, а після Люблінської унії 1569 року Троянів, як і вся Правобережна Україна, став частиною Речі Посполитої.
У описах житомирського замку 1545 року зустрічається згадка про маєток Трояновци (Trojanowce) Грицька Воронича (польськ. Hryćko (Grzegorz) Worona). Його син Олександр з дружиною Євдокією Оличанкою (польськ. Owdotyja Ołyczanka) у 1598 році заснували у маєтку замок.
Під назвою Троянівци Троянів згадується в акті за 9 травня 1605 р. у скарзі Соколовських та Михалковських селян на Олександра Воронича та його сестру Олександру Вороничеву-Ободенську (польськ. Alexandra Woronicz Obodyńska), які наслали на них сина та племінника Філона, що грабував та бив їх, а декого навіть карав.
У травні 1607 року Олександр придбав сусідні Мократичі у Йосипа Малишка.
У 1609, 1612, 1614 роках піддані дідича Олександра Воронича влаштовували втечі до інших маєтків.
У 1646 році шляхтич Войтех Лесецький позивався на власника Троянова та Желізняку — київського скарбника Даніеля Ярему Воронича (польськ. Jerzy Daniel Woronicz), який заставивши частину Желізняків та млин у Мократичах, продовжував збирати податки з селян та віддав частину цих земель в оренду Радзиминському.
Згідно даних про оплату подимного, у Троянові, що належав графу Андрію Лещинському, станом на 1648 рік налічувалось 160 дворів.
З 1717 року у Троянові існував конезавод, де вирощували скакунів арабської породи.
У 1751 р. коштом дідича Никодима Казимира Воронича був збудований дерев'яний парафіяльний костел святого Казимира, до якого належала каплиця в Пилипівці. У 1752 р. його коштом була збудована дерев'яна церква святого Іллі, до парафії якої належали село Двірець та слободи Залізняки (зараз Залізня) та Головенка. У 1769 р. коштом парафіян була збудована дерев'яна церква Архангела Михаїла до парафії якої входили села Рудня-Городище та Бобрик (зараз Гай).
Кріпаки Троянівського маєтку Вороничів брали активну участь у Коліївщині, за що були піддані шляхетському суду, який відбувся в Троянові та Кодні у 1771—1772 рр. над учасниками гайдамацького руху.
Окрім костелу та двох церков, у селі була ще синагога та єврейський молитовний дім. В Троянові були броварня, гарбарня, 136 ремісників та 28 магазинів. Була початкова школа.
У 1776 р. Якуб Анастасій Воронич (польськ. Jakub Anastazy hrabia Woronicz) отримав від короля Станіслава Августа привілей на проведення в Троянові 4 щорічних ярмарків.
По його смерті 1783 року, власницею Троянова стане старша донька Антоніна Щасна (польськ. Antonina Szczęsna Woronicz), дружина генерала Ігнація Йозефа Дзялинського (польськ. Ignacy Józef Działyński herbu Ogończyk).

### У складі Російської імперії
У 1832 році відкрито однокласне народне фундушне училище.
Після скасування кріпацтва у Російській імперії уставною грамотою жителям Троянова було передано 2060 десятин землі. За цю землю, починаючи з 1863 року, впродовж 49 років селяни мали сплатити 28 934 карбованців. Але впродовж цього часу за землю розрахувалися лише 210 господарств. Інші не були спроможні сплатити великих грошових сум за землю. Значна кількість орної землі навкруги Троянова взяв в оренду російський багатій та глитай Нєстроєв.
На 1864 рік у селі працювало 28 крамниць, млин, пивоварний та шкіряний заводи.
Станом на 1885 рік у колишньому власницькому містечку, центрі Троянівської волості Житомирського повіту Волинської губернії, мешкала 2171 особа, 264 дворових господарства, 2 православні церкви, костел, 2 синагоги, школа, постоялий будинок, лавка, базар, кузня, 2 водяних млини.
1887 року в Троянові проживало 2399 чоловік. Населення села постійно збільшувалось. Тут проживали не лише українці, а й росіяни, поляки, юдеї, чехи, німці та представники інших національностей. За переписом 1897 року кількість мешканців зросла до 7224 осіб (4552 чоловічої статі та 2672 — жіночої), з яких 4957 — православної віри, 1469 — юдейської. Існувало гончарське виробництво Фелікса Банковського.
В церковнопарафіяльній школі навчалося 62 хлопчика. Дівчаток в школу не приймали. В 1895 році в містечку відкрили жіноче училище, де здобували освіту 25—30 дітей, переважно дочки заможних жителів.
У 1906 році село Троянівської волості Житомирського повіту Волинської губернії. Відстань від повітового міста 20, дворів 439, мешканців 1476.
За часів столипінської аграрної реформи в селі утворилось 27 заможних сільських приватних господарств, власникам яких належало від 25 до 140 десятин землі. Пізніше, в часи колективізації, радянська влада кваліфікувала їх власників, як куркулів через використання найманих працівників і більшість з них зазнали розкуркулення та були вислані до Сибіру.
Станом на 1913 рік в містечку розміщувалась волосна управа на чолі з старшиною Ворощило К., міщанська управа, земська поштова станція, земський дільничий агроном, двокласне приходське училище, аптека Шварцмана Х. В., дев'ять бакалійних крамниць, винна лавка, трактир, крамниця залізо-скобяних товарів, кредитна спілка, шість дрібних мануфактур, прокатна станція сільськогосподарських машин.
Ярмарки проводились щомісяця, 5 числа.

### У складі УРСР
У 1923—1957 рр. Троянів був районним центром у складі Житомирської округи Волинської губернії, пізніше (з 1937 р.) — Житомирської області. З 1957 р. і до 2020 р. — центр Троянівської сільської ради. Після чергової адміністративно-територіальної реформи, яку влада назвала децентралізацією, та створення у складі Житомирського району Новогуйвинської територіальної громади село війшло до її складу, а Троянівська сільська рада припинила існування.
Голодомор
В 1932—1933 роках село пережило голод. Так, за даними Книги реєстрації актів цивільного стану Державного архіву Житомирської області, впродовж цих років у селі померло 134 людини, імена яких відомі.
Німецько-радянська війна
16 листопада 1942 року очільник генерального округу "Житомир" Ернст Ляйзер видав наказ про створення адміністративного округу "Геґевальд" ("Заповідний ліс"), Сюди увійшло 29 сіл, об’єднаних у чотири опорні пункти: Маєнфельд (центр село Сінгури), Троя (центр село Троянів), Штюц (центр село Рудне), Ам Хюґель (центру встановити не вдалося). Протягом трьох тижнів восени 1942 року до "Геґевальду" з північних районів генерального округу "Житомир" переселили 6362 фольксдойче: 2371 жінку, 1579 чоловіків, 2412 дітей. До кінця року кількість жителів зросла до 8 тисяч.
У часи Другої світової війни на фронтах проти німецько-нацистських загарбників воювала велика кількість жителів с. Троянів. 388 учасників бойових дій нагороджені орденами та медалями, серед них двоє — золотою зіркою Героя Радянського Союзу. Це Кравець В. Я. та Шеремет Н. Г., останній — посмертно.
На сільському цвинтарі та в селі розташовано декілька братських могил та пам'ятників воїнам, які загинули від час другої світової війни. Поховано два Герої Радянського Союзу — Шурупов Афанасій Тихонович (27.01.1921 — 08.01.1944) та Макеєв Сергій Федорович (1909 — 01.01.1944).
Повоєнний час

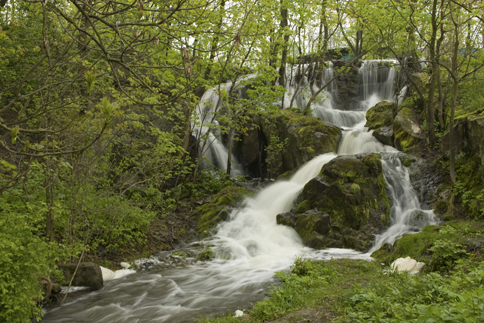

За часів радянської доби у селі знаходилось два колгоспи «Комінтерн» та «Більшовик», пізніше об'єднані в один колгосп «Більшовик», який у 1963 році перейменований у «Світанок», молокоохолоджувальний завод, деревообробний завод з гончарнею, хлібозавод, кондитерський та м'ясопереробний цехи сільського споживчого товариства, лісництво, а нижче села на р. Гнилоп'ять — гідроелектростанція (на теперішній час відновлена і функціонує), три загальноосвітні школи, музична школа, кілька великих магазинів, кафе-чайна, дільнична лікарня та поліклініка, ветиринарна лікарня, будинок культури, кінотеатр, поштове відділення.
З 1959 року колгосп очолював Добринський А.П. За сумлінну працю і виробничі успіхи  Добринського А.П. нагороджено орденом Трудового Червоного Прапора.
Найбільшого розвитку сільгоспвиробництво у «Світанку» набуло в першій половині 1970-х років. Неподільний фонд колгоспу становив 3184 тис. руб., загальний річний прибуток сягав майже мільйон руб. Була побудована нова сучасна на той час школа, двоповерховий універмаг, громадська лазня, ферми у бригадах сіл Троянів, Головенка, Залізня, Ставецьке, які входили до складу колгоспу «Світанку», будувалося житло для колгоспників (яке у 2000-х роках після розвалу колгоспу почали у людей відбирати через відсутність документів на приватизацію). Колгосп мав декілька великих пасік, на краях села розташовувались три фруктові сади. Був споруджений централізований водогін, який постачав воду на ферми та на сільські вулиці. Село за часів колгоспу та радянської влади лишалось негазифікованим. Лише після побудови житла для переселенців з зони відчуження Чорнобильської АЕС у сусідньому с. Головенці біля Троянова був прокладений газопровід, від якого газ коштами мешканців села проведений до їх будинків.

Кам'яні велетні (баранячі лоби) на р. Гнилоп'ять на околиці Троянова

Одна з вулиць Житомира названа Троянівською.
12 червня 2020 року, відповідно до розпорядження Кабінету Міністрів України № 711-р «Про визначення адміністративних центрів та затвердження територій територіальних громад Житомирської області» увійшло до складу Новогуйвинської селищної територіальної громади.
19 липня 2020 року, в результаті адміністративно-територіальної реформи та ліквідації Житомирського району (1939—2020), село увійшло до складу новоутвореного Житомирського району.

## Населення
За даними перепису населення СРСР 1939 року чисельність населення становила 5 124 особи, з них українців — 3 972, росіян — 154, німців — 5, євреїв — 581, поляків — 351, інших — 61.
Згідно з переписом УРСР 1989 року чисельність наявного населення села становила 2564 особи, з яких 1164 чоловіки та 1400 жінок.
За переписом населення України 2001 року в селі мешкали 1933 особи.

### Мова
Розподіл населення за рідною мовою за даними перепису 2001 року:

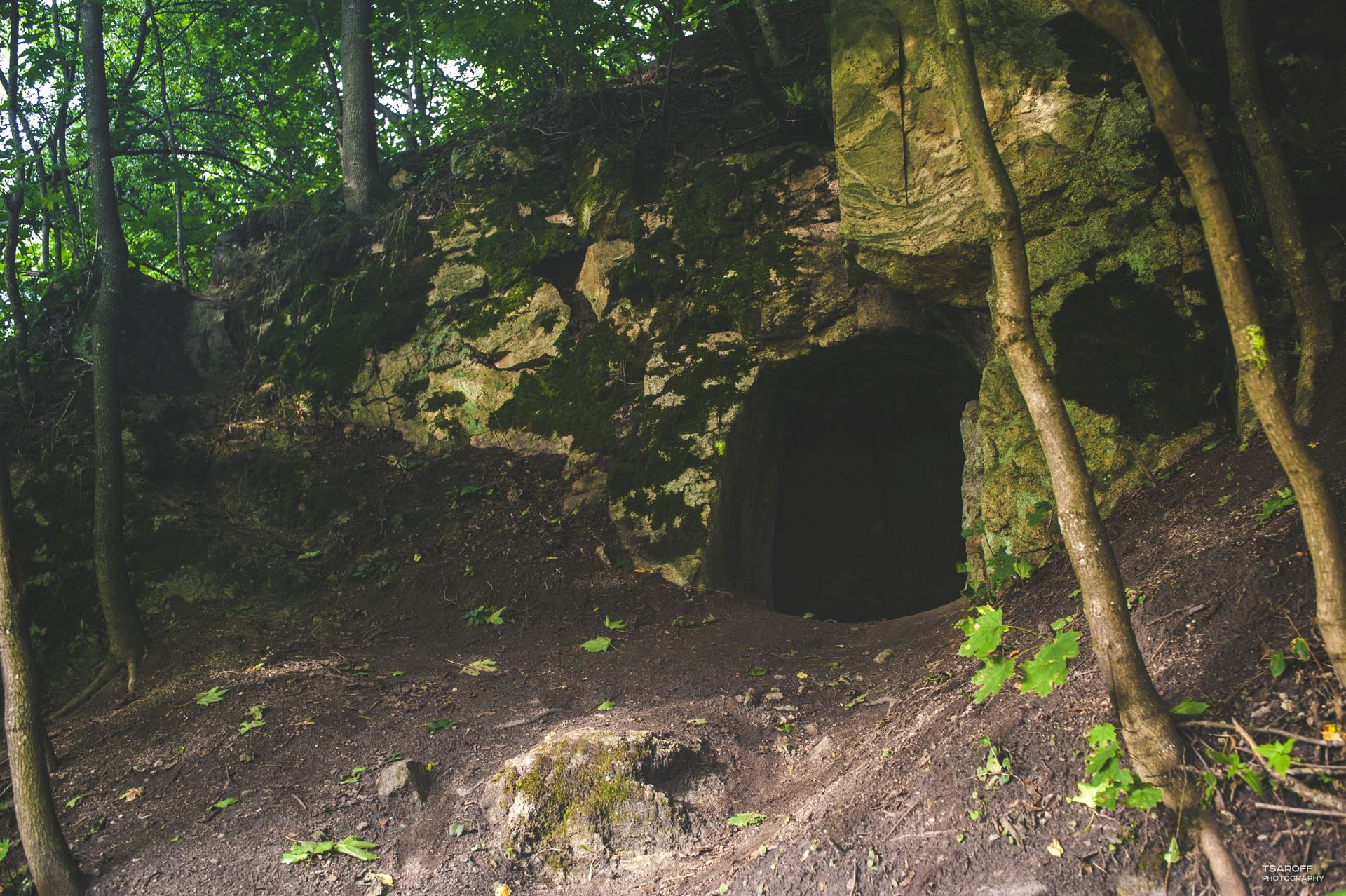
Печера біля водоспаду

| Мова       | Відсоток |
| ---------- | -------- |
| українська | 98,29 %  |
| російська  | 1,66 %   |
| молдовська | 0,05 %   |

## Відомі люди
- Глібко Мефодій Іванович (1897 — 1975) — український ґрунтознавець, кандидат географічних наук, доцент Київського державний університету імені Тараса Григоровича Шевченка.
- Гордон Аарон Давид (1856—1922) — єврейський філософ, діяч раннього сіонізму.
- Остапенко Сергій Степанович (1881—1937) — український економіст і політичний діяч. Голова Ради Народних Міністрів УНР
- Ройтенберг Яків Наумович (1910—1988) — радянський математик і механік, фахівець з теорії управління, доктор фізико-математичних наук (1947).